# Italstrade
Italstrade SpA est une société d'ingénierie spécialisée dans les grands ouvrages des travaux publics comme la réalisation des infrastructures routières et autoroutières, ferroviaires.

## Historique
La société a été créée le 18 juillet 1929 sous la raison sociale « Sociétà anonima Puricelli Strade e Cave »  (Société anonyme Puricelli Routes et carrières) avec son siège social implanté à Milan.  
En 1940, la société change son appellation en « Italstrade SpA » et déplace son siège social à Rome. Elle est intégrée dans la holding publique IRI.
À partir de 1992, la société fait partie du groupe Iritecna SpA, holding filiale de IRI SpA avant d'être intégrée dans Fintecna Spa en 1996.
Au moment de la vague de privatisations en Italie, le portefeuille de commandes était des mieux remplis et Fintecna n'eut aucune difficulté à céder la société qui est rachetée en 1998 par le 2e groupe de BTP - constructions bâtiment et travaux publics italien Astaldi SpA.